# Rue Malher
Ne doit pas être confondu avec Mahler.
La rue Malher est une courte voie située dans le 4e arrondissement de Paris, dans le Marais.

## Situation et accès
Elle commence 6, rue de Rivoli et se termine 20, rue Pavée.
Le quartier est desservi par la ligne 1 à la station Saint-Paul.

## Origine du nom
Elle porte le nom du sous-lieutenant Auguste Émile Malher du 18e léger, tué le 24 juin 1848 en réprimant l'insurrection populaire pendant les journées de Juin. La source unique semble être une mention, à la p. 258 dans l'ouvrage de Jules Du Camp et Jules Lecomte, Histoire de la Révolution de Février, jusques et y compris le siège de Rome.
Certains s'étonnent de la publicité donnée à ce militaire inconnu alors qu'aucune rue parisienne n'honore le nom du compositeur Gustav Mahler.

## Historique
L'existence de la rue est attestée dès le XVe siècle, en tant que partie de la rue des Ballets, comprise entre les rues Saint-Antoine actuellement  rue de Rivoli et du Roi-de-Sicile. La partie ouverte entre les rues du Roi-de-Sicile et Pavée date de 1848.
Au no 3 se tenait la prison de la Grande Force, construite en 1780, prison pour dettes puis prison politique. Au moment des massacres de Septembre en 1792, des proches de la famille royale en furent extraits pour être exécutés. La princesse de Lamballe, amie intime de Marie-Antoinette, fut ainsi décapitée et sa tête fut présentée au bout d’une pique devant le donjon du Temple. Au coin de l'actuelle rue Malher et de la rue Saint-Antoine, la mémoire populaire retient que les cadavres des prisonniers de la Force y furent « empilés ».
La rue prend sa dénomination actuelle par un arrêté du président de la République du 27 mai 1849 sous le nom de « rue du Sous-Lieutenant Malher ».

## Bâtiments remarquables et lieux de mémoires
La rue Malher comporte les édifices remarquables suivants :
- no 4 : immeuble de la fin du XIXe siècle, comportant au rez-de-chaussée une ancienne boucherie dont la devanture Art nouveau, attribuée à la maison Vignal et Bodmer (spécialisée dans l'installation de boucheries), est conservée, inscrite monument historique depuis le 23 mai 1984 et labellisée « patrimoine du XXe siècle »[4] ;
- no 13 : immeuble d'angle du XIXe siècle ; occupé au début du XXe siècle par une boulangerie, la devanture et l'enseigne de ce magasin sont conservées, bien qu'il ait été remplacé par une boutique de prêt-à-porter. La devanture de la boulangerie est décorée avec des toiles fixées sous verre représentant un moissonneur, une semeuse et une gerbe de blé, signées de Gilbert, décorateur à Paris. La devanture est inscrite monument historique depuis le 23 mai 1984 et labellisée « patrimoine du XXe siècle »[5] ;
- no 22 : panneau Histoire de Paris à côté du seul pan de mur subsistant de la prison de La Force.

À cette adresse se trouvait la galerie des bibliothèques de la ville de Paris, espace d'exposition municipal.
En 2023 y est inauguré La Bulle, un lieu « dédié à l'entraide et au soutien des personnes LGBTQI+ les plus stigmatisées, notamment les migrants, les victimes de violences et les personnes transgenres ».

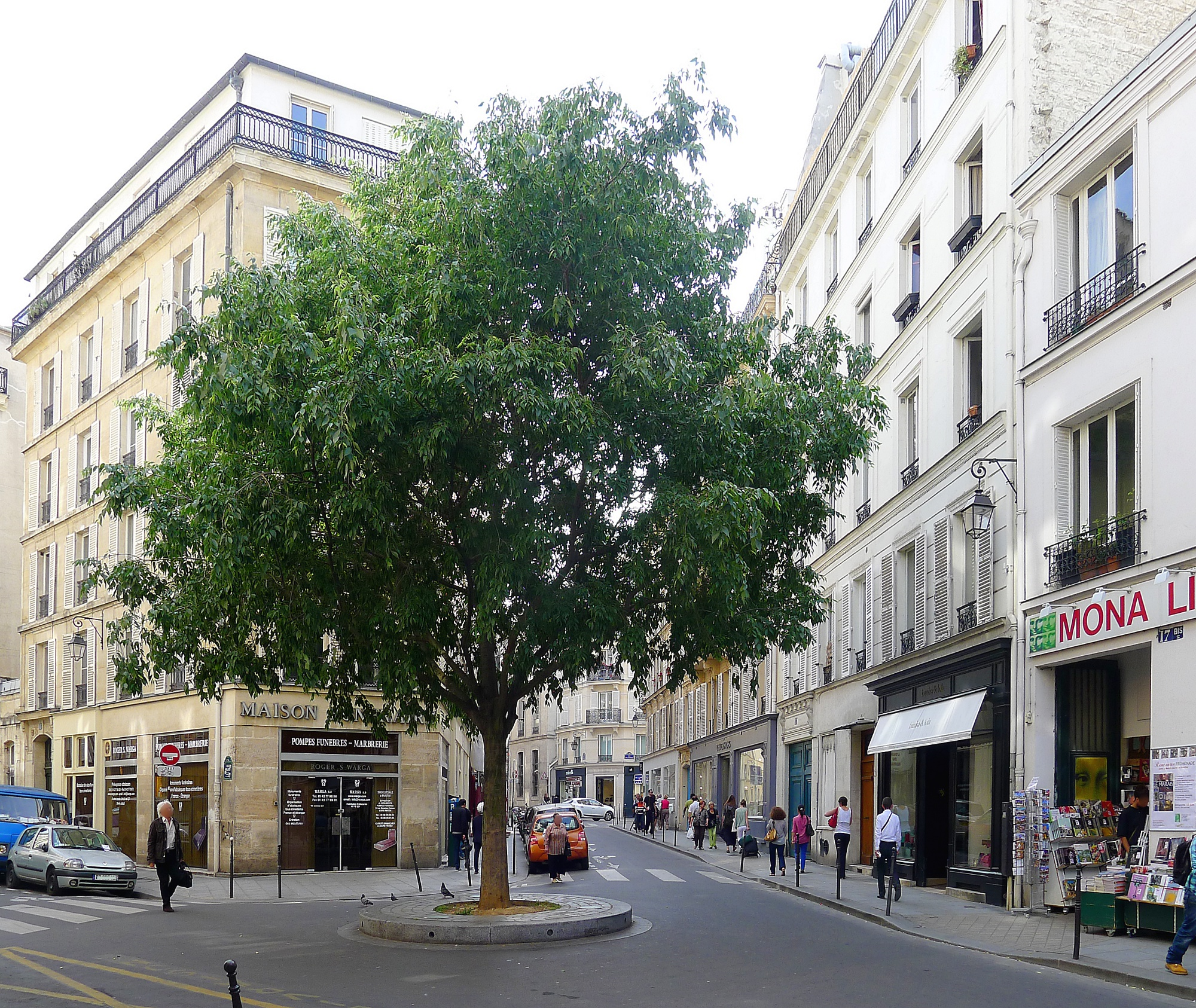
Carrefour avec la rue Pavée (à droite). Place Shimon-Peres.
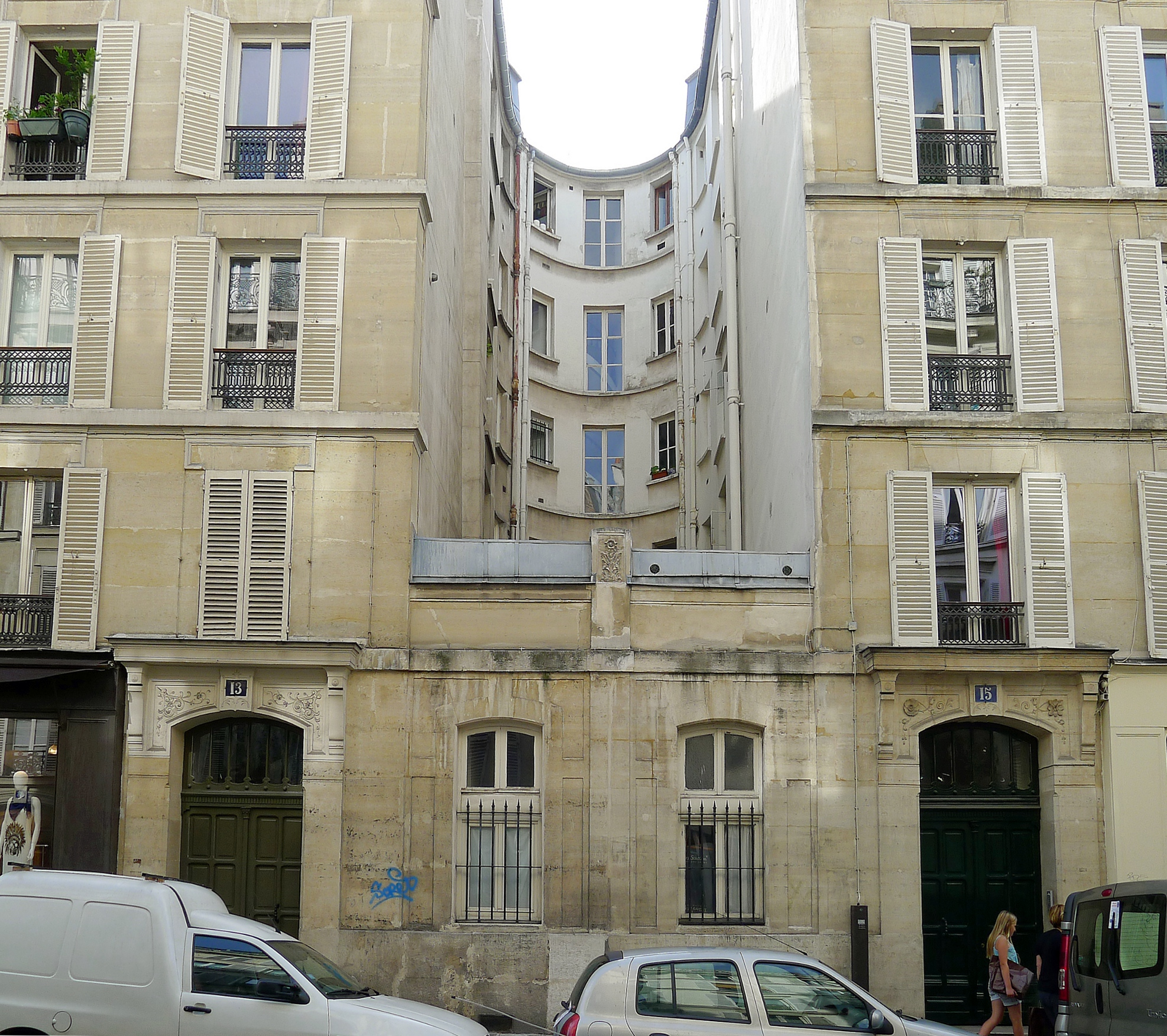
Nos 13 et 15.
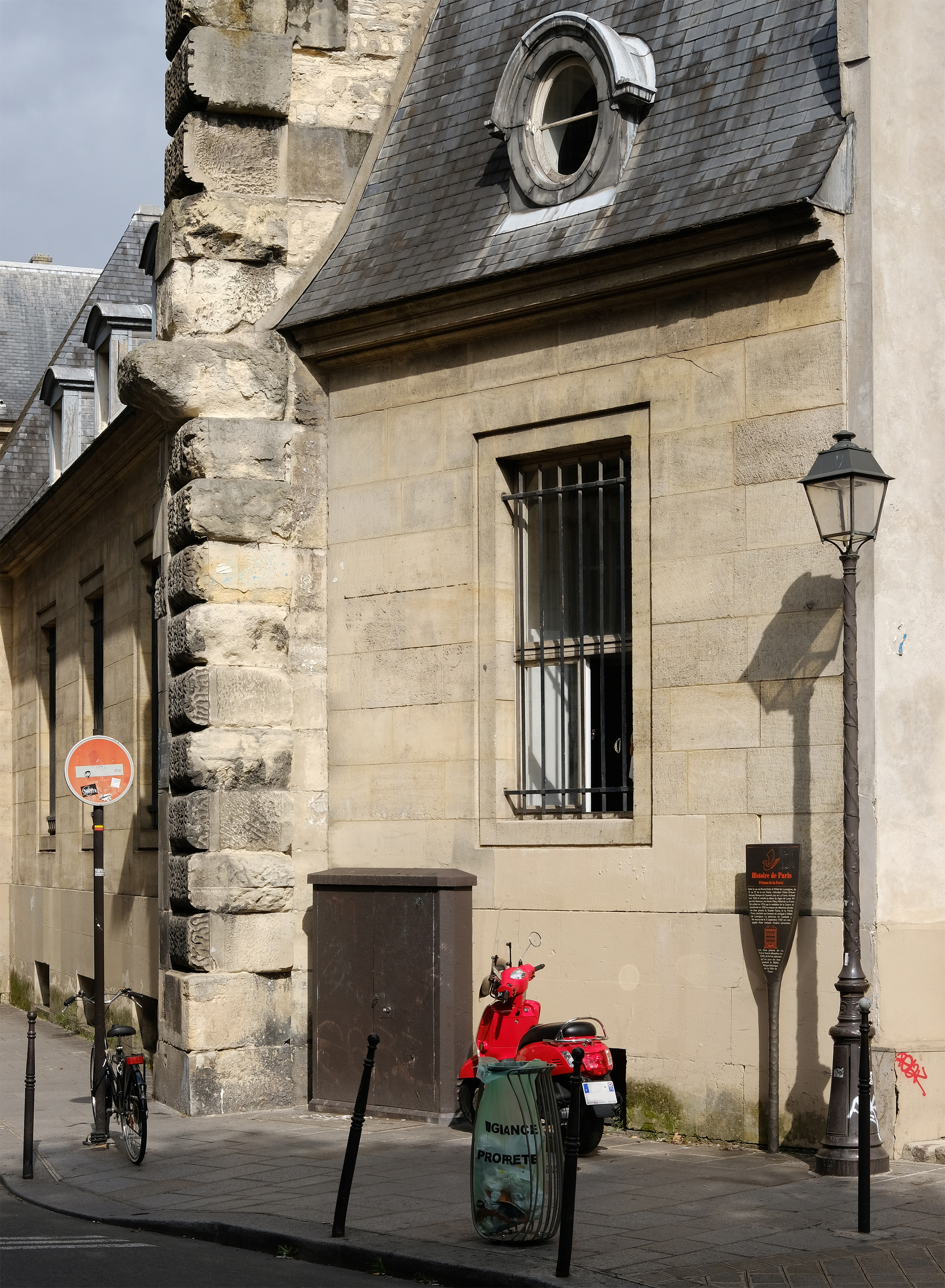
No 22 : Panneau Histoire de Paris (prison de la Force).